# 레이먼드 크루즈
레이먼드 크루즈(Raymond Cruz, 1961년 7월 9일 ~ )는 미국의 배우이다.

## 출연 작품

### 텔레비전
- 클로저 (2005-12)
- 브레이킹 배드 (2008-09)
- 메이저 크라임 (2012-18)
- 베터 콜 사울 (2015-16)

### 영화
- 에이리언 4 (1997)
- 황혼에서 새벽까지 2 (1999)